# تيسير آل نتيف
تيسير آل نتيف (بالإنجليزية: Tisir Al-Antaif)‏؛ مواليد 16 فبراير 1974 في الدمام، السعودية، هو لاعب كرة قدم سعودي كحارس مرمى. سبق له أن لعب في كأس العالم لكرة القدم مع منتخب بلاده.

## روابط خارجية
- تيسير آل نتيف على موقع الاتحاد الدولي (مؤرشف)  (الإنجليزية)
- تيسير آل نتيف على موقع ناشيونال فوتبول تيمز (الإنجليزية)
- تيسير آل نتيف على موقع أوليمبيديا (الإنجليزية)